# 251E busz (Budapest)

RYH-810 Halad Budafokon.

A budapesti 251E jelzésű autóbusz a Kelenföld vasútállomás és a Városház tér között közlekedik zónázó járatként, kizárólag munkanapokon, a reggeli és a délutáni csúcsidőszakokban. A viszonylatot a Budapesti Közlekedési Zrt. üzemelteti.

## Története
2023. április 3-ától a 241-es és 241A busz helyett teljes üzemidőben a 251-es, 251A, illetve az új 251E viszonylat közlekedik. A gyorsjárat a munkanapi csúcsidőszakokban helyettesíti a 251-es és 251A járatokat a Kelenföld vasútállomás és a Városház tér közötti szakaszon.

## Útvonala
| Városház tér felé |
| Kelenföld vasútállomás M vá. – Zelk Zoltán út – Péterhegyi út – Egér út – Péterhegyi út – Horogszegi határsor – Tordai út – Tegzes utca – Hittérítő út – Vincellér út – Tatárka utca – Panoráma utca – Plébánia utca – Savoyai Jenő tér – Kossuth Lajos utca – Kuruc köz – Városház tér – Városház tér vá.                 |
| Kelenföld vasútállomás felé |
| Városház tér vá. – Városház tér – Mihalik Sándor utca – Mária Terézia utca – Törley tér – Anna utca – Plébánia utca – Panoráma utca – Tatárka utca – Vincellér út – Hittérítő út – Tegzes utca – Tordai út – Horogszegi határsor – Péterhegyi út – Egér út – Péterhegyi út – Zelk Zoltán út – Kelenföld vasútállomás M vá. |

## Megállóhelyei
Az átszállási kapcsolatok között az azonos útvonalon, de sűrűbb megállási renddel közlekedő 251-es és 251A busz nincs feltüntetve.
| 0  | Kelenföld vasútállomás M végállomás | 15 | 1, 19, 49 8E, 40, 40B, 40E, 53, 58, 87, 87A, 88, 88A, 101B, 101E, 108E, 141, 150, 150B, 153, 154, 172, 173, 187, 188, 188E, 250, 250B, 272 689, 691, 710, 712, 715, 720, 722, 724, 725, 727, 731, 732, 734, 735, 736, 760, 762, 763, 764, 767, 770, 774, 775, 778, 779, 798, 799 S10 G10 S12 S30 Z30 S34 S35 S36 S40 G40 Z40 S42 Z42 G43 G44 IC, EC, EN, sebesvonat, gyorsvonat, expresszvonat, |
| 3  | Olajfa utca                         | 10 | 150, 150B, 250, 250B |
| 4  | Kelenvölgy-Péterhegy                | 9  | 150, 150B, 250, 250B 41 |
| 6  | Szabina út                          | 8  | 150, 150B, 250, 250B |
| 7  | Lomnici utca                        | 7  | 150B |
| 8  | Tatárka utca                        | 7  | |
| 9  | Alkotmány utca                      | 6  | |
| 10 | Galamb utca                         | 5  | |
| 11 | Plébánia utca                       | 3  | |
| ∫  | Savoyai Jenő tér (Plébánia utca)    | 2  | |
| ∫  | Savoyai Jenő tér (Törley tér)       | 1  | 250B |
| 12 | Savoyai Jenő tér                    | 1  | 33, 58, 114, 133E, 141, 158, 213, 214, 250, 250B 47, 56 |
| ∫  | Budafoki Szomszédok Piaca           | 0  | 33, 58, 114, 133E, 141, 158, 213, 214, 250, 250B 47, 56 S30 G30 S34 S35 S36 S40 S42 G43 G44 (Budafok megállóhely) |
| 14 | Városház tér                        | ∫  | 33, 58, 114, 133E, 141, 158, 213, 214, 250, 250B 47, 56 S30 G30 S34 S35 S36 S40 S42 G43 G44 (Budafok megállóhely) |
| 15 | Városház tér végállomás             | 0  | 33, 58, 114, 133E, 141, 158, 213, 214, 250, 250B 47, 56 S30 G30 S34 S35 S36 S40 S42 G43 G44 (Budafok megállóhely) |